# Virgilio Braconi

Virgilio Braconi (il secondo da destra) con l'avvocato Pedrini, Gianni Ravera, e l'avvocato Graziani, direttore delle Terme di Castrocaro, nel 1962

Virgilio Braconi (Corridonia, 19 gennaio 1932) è un compositore e produttore discografico italiano.

## Biografia
Dopo essersi diplomato al Conservatorio Santa Cecilia di Roma, inizia l'attività di compositore di musica leggera.
Nel 1957 diventa selezionatore delle voci nuove per il Festival di Castrocaro.
Nel 1962 sposa la cantante ed autrice di testi Flora Gallo, con cui collaborerà spesso nel corso degli anni, e da cui avrà i due figli Simonide e Monaldo Braconi, affermati musicisti da camera.
Nel 1963 fonda la casa discografica Caravel, tramite cui scopre e lancia l'Equipe 84 e i Freddie's.
Dopo aver abbandonato l'attività di produttore discografico, continua quella di compositore e di selezionatore del Festival di Castrocaro, ottenendo a causa di ciò nel 2007 la cittadinanza onoraria di Castrocaro Terme.
Ha partecipato come ospite al programma televisivo Ci vediamo in TV condotto da Paolo Limiti, raccontando aneddoti sul debutto di molti cantanti lanciati da Castrocaro.
Alla Siae risultano depositate a suo nome 1954 canzoni; ha scritto, tra gli altri, per l'Equipe 84 e Franco Tozzi.

## Canzoni scritte da Virgilio Braconi
| Anno | Titolo                   | Autori del testo                   | Autori della musica                    | Interpreti         |
| ---- | ------------------------ | ---------------------------------- | -------------------------------------- | ------------------ |
| 1963 | I tre diari              | Eros Macchi                        | Virgilio Braconi                       | Daniela            |
| 1963 | Hully Gully Bowling Ball | Giorgio Calabrese                  | Virgilio Braconi                       | Alex Winter        |
| 1964 | Se mi chiedessi          | Fausto Minerba e Francesco Barbone | Virgilio Braconi e Fausto Minerba      | I Freddie's        |
| 1964 | Liberi d'amare           | Osvaldo Cosimo De Micheli          | Virgilio Braconi                       | Equipe 84          |
| 1965 | È giusto                 | Flora Gallo e Scanu                | Virgilio Braconi e Alfredo Avantifiori | Loredana Bufalieri |
| 1965 | E allora vai             | Flogal                             | Virgilio Braconi                       | Franco Tozzi       |
| 1968 | Ho saputo che partivi    | Flora Gallo                        | Virgilio Braconi                       | Fiorella Mannoia   |